# Општина Игвала де ла Индепенденсија (Гереро)
Игвала де ла Индепенденсија (шп. Iguala de la Independencia) општина је у Мексику у савезној држави Гереро. Општина се налази на надморској висини од 732 м.

## Становништво
Према подацима из 2010. у општини је живело 140363 становника.

### Хронологија
| Година       | 2000                   | 2005                   | 2010                   |
| ------------ | ---------------------- | ---------------------- | ---------------------- |
| Становништво | 123960 (59201 / 64759) | 128444 (61345 / 67099) | 140363 (67611 / 72752) |

### Попис
| \| \| м \| \| \| ж \| \| 0—2 \| 3.982 \| \| \| 3.726 \| \| 3—5 \| 4.119 \| \| \| 4.017 \| \| 6—11 \| 8.486 \| \| \| 8.016 \| \| 12—14 \| 4.191 \| \| \| 4.187 \| \| 15—17 \| 4.453 \| \| \| 4.507 \| \| 18—24 \| 9.143 \| \| \| 9.834 \| \| 60+ \| 6.233 \| \| \| 7.420 \| \| Просек : \| 28,4 \| \| \| 29,8 \| |       |  |  |       |
| |       |  |  |       |
| | м     |  |  | ж     |
| 0—2 | 3.982 |  |  | 3.726 |
| 3—5 | 4.119 |  |  | 4.017 |
| 6—11 | 8.486 |  |  | 8.016 |
| 12—14 | 4.191 |  |  | 4.187 |
| 15—17 | 4.453 |  |  | 4.507 |
| 18—24 | 9.143 |  |  | 9.834 |
| 60+ | 6.233 |  |  | 7.420 |
| Просек : | 28,4  |  |  | 29,8  |

| #   | Индикатор                                                                                        | Вредност |
| --- | ------------------------------------------------------------------------------------------------ | -------- |
| 1   | Становништво од 0 до 2 године                                                                    | 7708     |
| 2   | Мушко становништво од 0 до 2 године                                                              | 3982     |
| 3   | Женско становништво од 0 до 2 године                                                             | 3726     |
| 4   | Становништво са 3 и више година                                                                  | 131645   |
| 5   | Мушко становништво са 3 и више година                                                            | 63126    |
| 6   | Женско становништво са 3 и више година                                                           | 68519    |
| 7   | Становништво са 5 и више година                                                                  | 126229   |
| 8   | Мушко становништво са 5 и више година                                                            | 60398    |
| 9   | Женско становништво са 5 и више година                                                           | 65831    |
| 10  | Становништво са 12 и више година                                                                 | 107007   |
| 11  | Мушко становништво са 12 и више година                                                           | 50521    |
| 12  | Женско становништво са 12 и више година                                                          | 56486    |
| 13  | Становништво са 15 и више година                                                                 | 98629    |
| 14  | Мушко становништво са 15 и више година                                                           | 46330    |
| 15  | Женско становништво са 15 и више година                                                          | 52299    |
| 16  | Становништво са 18 и више година                                                                 | 89669    |
| 17  | Мушко становништво са 18 и више година                                                           | 41877    |
| 18  | Женско становништво са 18 и више година                                                          | 47792    |
| 19  | Становништво од 3 до 5 година                                                                    | 8136     |
| 20  | Мушко становништво од 3 до 5 година                                                              | 4119     |
| 21  | Женско становништво од 3 до 5 година                                                             | 4017     |
| 22  | Становништво од 6 до 11 година                                                                   | 16502    |
| 23  | Мушко становништво од 6 до 11 година                                                             | 8486     |
| 24  | Женско становништво од 6 до 11 година                                                            | 8016     |
| 25  | Становништво од 8 до 14 година                                                                   | 19299    |
| 26  | Мушко становништво од 8 до 14 година                                                             | 9819     |
| 27  | Женско становништво од 8 до 14 година                                                            | 9480     |
| 28  | Становништво од 12 до 14 година                                                                  | 8378     |
| 29  | Мушко становништво од 12 до 14 година                                                            | 4191     |
| 30  | Женско становништво од 12 до 14 година                                                           | 4187     |
| 31  | Становништво од 15 до 17 година                                                                  | 8960     |
| 32  | Мушко становништво од 15 до 17 година                                                            | 4453     |
| 33  | Женско становништво од 15 до 17 година                                                           | 4507     |
| 34  | Становништво од 18 до 24 године                                                                  | 18977    |
| 35  | Мушко становништво од 18 до 24 године                                                            | 9143     |
| 36  | Женско становништво од 18 до 24 године                                                           | 9834     |
| 37  | Женско становништво од 15 до 49 година                                                           | 38838    |
| 38  | Становништво са 60 и више година                                                                 | 13653    |
| 39  | Мушко становништво са 60 и више година                                                           | 6233     |
| 40  | Женско становништво са 60 и више година                                                          | 7420     |
| 41  | Однос између мушкараца и жена                                                                    | 92.93    |
| 42  | Становништво од нуле до 14 година                                                                | 40724    |
| 43  | Становништво од 15 до 64 године                                                                  | 88896    |
| 44  | Становништво од 65 година и више                                                                 | 9733     |
| 45  | Просечан број деце                                                                               | 2.34     |
| 46  | Становништво рођено у ентитету                                                                   | 126538   |
| 47  | Мушко становништво рођено у ентитету                                                             | 60572    |
| 48  | Женско становништво рођено у ентитету                                                            | 65966    |
| 49  | Становништво рођено у другом ентитету                                                            | 11570    |
| 50  | Мушко становништво рођено у другом ентитету                                                      | 5902     |
| 51  | Женско становништво рођено у другом ентитету                                                     | 5668     |
| 52  | Становништво од 5 година и више резидентно у ентитету у јуну 2005. године                        | 120929   |
| 53  | Мушко становништво старосног доба од 5 година и више, резидентно у ентитету у јуну 2005. године  | 57337    |
| 54  | Женско становништво старосног доба од 5 и више година, резидентно у ентитету у јуну 2005. године | 63592    |
| 55  | Становништво од 5 година и више које је живело у другом ентитету у јуну 2005. године             | 2877     |
| 56  | Мушко становништво старије од 5 година које је живело у другом ентитету у јуну 2005. године      | 1495     |
| 57  | Женско становништво старије од 5 година које је живело у другом ентитету у јуну 2005. године     | 1382     |
| 58  | Становништво од 3 године и више које говори аутохтони језик                                      | 2666     |
| 59  | Мушко становништво старо 3 године и више које говори аутохтони језик                             | 1310     |
| 60  | Женско становништво старо 3 године и више које говори аутохтони језик                            | 1356     |
| 61  | Становништво од 3 године и више које говори аутохтони језик и не говори шпански језик            | 15       |
| 62  | Мушко становништво старо 3 године и више које говори аутохтони језик и не говори шпански         | 10       |
| 63  | Женско становништво старо 3 године и више које говори аутохтони језик и не говори шпански језик  | 5        |
| 64  | Становништво старо 3 године и више које говори аутохтони језик и шпански                         | 2371     |
| 65  | Мушко становништво старо 3 године и више које говори аутохтони језик и шпански                   | 1166     |
| 66  | Женско становништво старо 3 године и више које говори аутохтони језик и шпански                  | 1205     |
| 67  | Становништво од 5 година и више које говори аутохтони језик                                      | 2632     |
| 68  | Становништво од 5 година и више које говори аутохтони језик и не говори шпански језик            | 14       |
| 69  | Становништво од 5 година и више које говори аутохтони језик и говори шпански језик               | 2344     |
| 70  | Становништво у домородачким домаћинствима                                                        | 5842     |
| 71  | Становништво са ограничењима у активностима                                                      | 5352     |
| 72  | Становништво са ограниченим ходањем или кретањем, горе или доле                                  | 3128     |
| 73  | Становници са ограничењима вида, чак и уз кориштење сочива                                       | 1310     |
| 74  | Становништво са ограничењима говора, комуникације или конверзације                               | 571      |
| 75  | Становништво са ограниченим слухом                                                               | 624      |
| 76  | Становништво са ограничењима при одевању, купању или јелу                                        | 215      |
| 77  | Становништво са ограничењима у опажању или учењу једноставних ствари                             | 212      |
| 78  | Становништво са менталним ограничењима                                                           | 451      |
| 79  | Становништво без ограничења активности                                                           | 133334   |
| 80  | Становништво од 3 до 5 година које не похађа школу                                               | 2328     |
| 81  | Мушко становништво од 3 до 5 година које не похађа школу                                         | 1190     |
| 82  | Женско становништво од 3 до 5 година које не похађа школу                                        | 1138     |
| 83  | Становништво од 6 до 11 година које не похађа школу                                              | 698      |
| 84  | Мушко становништво од 6 до 11 година које не похађа школу                                        | 391      |
| 85  | Женско становништво од 6 до 11 година које не похађа школу                                       | 307      |
| 86  | Становништво од 12 до 14 година које не похађа школу                                             | 657      |
| 87  | Мушко становништво од 12 до 14 година које не похађа школу                                       | 367      |
| 88  | Женско становништво од 12 до 14 година које не похађа школу                                      | 290      |
| 89  | Становништво од 15 до 17 година похађа школу                                                     | 6535     |
| 90  | Мушко становништво од 15 до 17 година похађа школу                                               | 3221     |
| 91  | Женско становништво између 15 и 17 година живота у школи                                         | 3314     |
| 92  | Становништво од 18 до 24 године похађа школу                                                     | 6258     |
| 93  | Мушко становништво од 18 до 24 године похађа школу                                               | 3010     |
| 94  | Женско становништво од 18 до 24 године похађа школу                                              | 3248     |
| 95  | Становништво од 8 до 14 година које не може да чита и пише                                       | 617      |
| 96  | Мушко становништво старосног доба од 8 до 14 година које не може да чита и пише                  | 376      |
| 97  | Женско становништво старосног доби од 8 до 14 година које не може да чита и пише                 | 241      |
| 98  | Становништво од 15 година и више које је неписмено                                               | 7527     |
| 99  | Мушко становништво од 15 година и више које је неписмено                                         | 2910     |
| 100 | Женско становништво од 15 година и више које је неписмено                                        | 4617     |
| 101 | Становништво старо 15 и више година без школовања                                                | 7924     |
| 102 | Мушко становништво старо 15 и више година без школовања                                          | 3174     |
| 103 | Женско становништво старо 15 и више година без школовања                                         | 4750     |
| 104 | Становништво старосног доба 15 и више година са непотпуним основним образовањем                  | 11617    |
| 105 | Мушко становништво старосног доба од 15 година и више са непотпуном основним образовањем         | 5291     |
| 106 | Женско становништво старосног доба 15 и више година са непотпуном основним образовањем           | 6326     |
| 107 | Становништво старо 15 и више година са комплетним основним образовањем                           | 12728    |
| 108 | Мушко становништво старо 15 година и више са комплетним основним образовањем                     | 5947     |
| 109 | Женско становништво старо 15 и више година са комплетним основним образовањем                    | 6781     |
| 110 | Становништво старосног доба 15 и више година са непотпуним средњим образовањем                   | 5893     |
| 111 | Мушко становништво старосног доба од 15 година и више са непотпуним средњим образовањем          | 3116     |
| 112 | Женско становништво старосног доба од 15 година и више са непотпуним средњим образовањем         | 2777     |
| 113 | Становништво старо 15 и више година са пуним секундарном образовањем                             | 17572    |
| 114 | Мушко становништво старосног доба од 15 година и више са пуним секундарном образовањем           | 8652     |
| 115 | Женско становништво старосног доба од 15 година и више са пуним секундарном образовањем          | 8920     |
| 116 | Становништво старије од 18 година са постосновним образовањем                                    | 39706    |
| 117 | Мушко становништво старије од 18 година са постосновним образовањем                              | 18739    |
| 118 | Женско становништво старије од 18 година са постосновним образовањем                             | 20967    |
| 119 | Просечна оцена школовања                                                                         | 9.07     |
| 120 | Просечан ниво образовања мушке популације                                                        | 9.18     |
| 121 | Просечан ниво образовања женског становништва                                                    | 8.97     |
| 122 | Економски активно становништво                                                                   | 58592    |
| 123 | Економски активна мушка популација                                                               | 36208    |
| 124 | Економски активна женска популација                                                              | 22384    |
| 125 | Становништво које није економски активно                                                         | 47915    |
| 126 | Мушко становништво које није економски активно                                                   | 14000    |
| 127 | Женско становништво које није економски активно                                                  | 33915    |
| 128 | Запослено становништво                                                                           | 56285    |
| 129 | Запослено мушко становништво                                                                     | 34433    |
| 130 | Запослено женско становништво                                                                    | 21852    |
| 131 | Незапослена популација                                                                           | 2307     |
| 132 | Незапослена мушка популација                                                                     | 1775     |
| 133 | Незапослена женска популација                                                                    | 532      |
| 134 | Становништво без права на здравствене услуге                                                     | 65722    |
| 135 | Становништво које има право на здравствене услуге                                                | 73427    |
| 136 | Становништво које има право на ИМСС                                                              | 26517    |
| 137 | Становништво које има право на социјално осигурање                                               | 23708    |
| 138 | Становништво које има право на државно социјално осигурање                                       | 424      |
| 139 | Становништво које има право на опште осигурање или здравствено осигурање за нову генерацију      | 19559    |
| 140 | Становништво које је било једном или није било у браку током 12 година и више                    | 37093    |
| 141 | Венчано или уједињено становништво од 12 година и више                                           | 57459    |
| 142 | Становништво које је било у браку или уједињено 12 година и више                                 | 12343    |
| 143 | Становништво са католичком религијом                                                             | 114812   |
| 144 | Протестанти, еванђелисти и библијски следбеници различити од еванђелиста                         | 16512    |
| 145 | Становништво са другим религијама различитим од претходних                                       | 180      |
| 146 | Становништво без религије                                                                        | 6128     |
| 147 | Укупно пописаних домаћинства                                                                     | 34981    |
| 148 | Пописна домаћинства на челу са мушкарцима                                                        | 24533    |
| 149 | Пописна домаћинства на челу са женама                                                            | 10448    |
| 150 | Становништво у пописним домаћинствима                                                            | 138847   |
| 151 | Становништво у пописним домаћинствима на челу са мушкарцима                                      | 101200   |
| 152 | Становништво у пописним домаћинствима на челу са женама                                          | 37647    |
| 153 | Укупно домаћинстава                                                                              | 46562    |
| 154 | Укупно насељених домаћинстава                                                                    | 35301    |
| 155 | Укупно приватних кућа                                                                            | 46242    |
| 156 | Насељени приватни домови                                                                         | 34981    |
| 157 | Укупно насељених приватних кућа                                                                  | 35296    |
| 158 | Ненасељене приватне куће                                                                         | 8528     |
| 159 | Појединачна домаћинства за привремену употребу                                                   | 2733     |
| 160 | Становници у насељеним приватним кућама                                                          | 138847   |
| 161 | Насељеност станара у приватним становима                                                         | 3.97     |
| 162 | Просечно становника по соби у приватним насељеним домаћинствима                                  | 1.16     |
| 163 | Појединачна домаћинства са подовима од различитих материјала од земље                            | 29765    |
| 164 | Појединачна домаћинства у приземљу                                                               | 5015     |
| 165 | Појединачна домаћинства са једном спаваћом собом                                                 | 13091    |
| 166 | Појединачна домаћинства са две спаваће собе и више                                               | 21775    |
| 167 | Појединачна домаћинства са једним собом                                                          | 4529     |
| 168 | Појединачна домаћинства са две собе                                                              | 6593     |
| 169 | Појединачна домаћинства са 3 собе и више                                                         | 23691    |
| 170 | Појединачна домаћинства која имају електрично светло                                             | 34363    |
| 171 | Појединачна домаћинства која немају електрично светло                                            | 506      |
| 172 | Појединачна домаћинства која имају водоводну воду у стамбеном простору                           | 24718    |
| 173 | Појединачна домаћинства која немају водоводну воду у стамбеном простору                          | 10099    |
| 174 | Појединачна домаћинства која имају тоалет                                                        | 33723    |
| 175 | Појединачна домаћинства која имају канализацију                                                  | 33466    |
| 176 | Појединачна домаћинства која немају канализацију                                                 | 1326     |
| 177 | Појединачна домаћинства која имају електрично светло, довод воде из јавне мреже и канализацију   | 24352    |
| 178 | Појединачна домаћинства без икаквих услова                                                       | 559      |
| 179 | Појединачна домаћинства која имају радио                                                         | 27377    |
| 180 | Појединачна домаћинства која имају телевизор                                                     | 32978    |
| 181 | Појединачна домаћинства која имају фрижидер                                                      | 30772    |
| 182 | Појединачна домаћинства која имају машину за веш                                                 | 18443    |
| 183 | Појединачна домаћинства која имају аутомобил или комби                                           | 12528    |
| 184 | Појединачна домаћинства која имају рачунар                                                       | 10060    |
| 185 | Појединачна домаћинства која имају фиксну телефонску линију                                      | 16346    |
| 186 | Појединачна домаћинства која имају мобилни телефон                                               | 23051    |
| 187 | Појединачна домаћинства која имају приступ интернету                                             | 6808     |